# Оливела (Фрозиноне)
Оливела је насеље у Италији у округу Фрозиноне, региону Лацио.
Према процени из 2011. у насељу је живело 377 становника. Насеље се налази на надморској висини од 94 м.